# Роберт Е. Парк
Роберт Езра Парк (енгл. Robert E. Park; Харвивил, 14. фебруар 1864 — Нешвил (Тенеси), 7. фебруар 1944) био је амерички урбани социолог који се сматра једним од најутицајнијих личности у раној америчкој социологији. Од 1905-1914 Парк је радио са Букером Т. Вашингтоном на Универзитет Таскигиу. После Таскиги Универзитета, предавао је на Универзитету у Чикагу, од 1914-1933, јер је одиграо водећу улогу у развоју Чикашке Школе социологије. Парк је познат по свом раду из хумане екологије, расних односа, миграције, асимилације, друштвених покрета и друштвене дезорганизације.

## Биографија
Парк је рођен у Харвивилу, Лузерн, Пенсилванија 14. фебруара 1864. Одрастао је у Ред Вингу, Минесота. Парк је похађао Универзитет у Мичигену под менторством Џона Дјуија. Дјуи је представио Парка, Френклину Форду, новинару, који је помогао у обликовању Паркове каријере у наредним годинама.
Након што је дипломирао 1887. Паркова забринутост за социјална питања, посебно питања у вези са градским расама, навела су га да постане новинар. Френклин Форд и Парк су добили идеју да покрену новине Тот Њуз (Мисаоне Новости), које је требало да бележе мишљење јавности на сличан начин као што пословна документација бележи промене на берзи. Ова идеја се никада није остварила, али Парк је наставио своју каријеру као новинар. Од 1887-1898, Парк је радио као новинар у Детроиту, Денверу, Њујорку, Чикагу, Минеаполису. Његов сусрет са новинарством утицао је на његов каснији рад из социологије.
Након што је радио као новинар у разним америчким градовима од 1887-1898, студирао је психологију и филозофију у исто време кад и још један истакнути прагматични филозоф - Вилијам Џејмс. Парк је магистрирао на Харварду 1899. Након што је дипломирао, отишао је у Немачку да студира на Универзитету Фридрих Вилхем. Студирао је филозофију и социологију 1899. и 1900. са Георгом Зимелом у Берлину, провео један семестар у Стразбуру (1900), докторирао филозофију 1903. у Хајделбергу код Вилхема Винделбанда (1848-1915) и Алфреда Хетнера (1859-1941) са дисертацијом под називом  Масе унд публикум. Ајне методологише унд социололише Унтерзухунг (Маса и Јавност: Методолошка и социолошка студија). Он се вратио у Сједињене Америчке Државе 1903, убрзо постаје доцент на филозофији на Харварду 1904. и 1905. године.
Парк је предавао на Харварду, док га Букер Т. Вашингтон није позвао на Таскиги институт да ради на расним питањима у јужној Америци. Парк је био публициста за Таскиги Институт, а касније је постао директор за односе са јавношћу. Током наредних седам година, Парк је радио за Вашингтона радећи истраживања на терену и похађајући курс. 1910. Парк је отпутовао у Европу да упореди Америчко сиромаштво са Европским сиромаштвом. Убрзо након путовања, Вашингтон, је уз помоћ Парка, објавио Најудаљенији човек 1913.
Након Таскиги-а, Парк се придружио одељењу за социологију на универзитету у Чикагу 1914., прво као предавач (1914—1923), затим као редовни прфесор социологије до одласка у пензију 1933. Током времена на Унверзитету у Чикагу, наставио је да студира и предаје хуману екологију и расне односе. Након напуштања Универзитета у Чикагу, Парк се преселио у Нешвилу. Предавао је на Универзитет Фиску до своје смрти 1944., у седамдесет деветој години.
Током свог живота Парк је постао позната фигура како унутар тако и ван академског света. Неколико пута од 1925. био је председник Америчког социолошког удружења и Чикашке Урбане Лиге, и био је члан Већа за Истраживање Друштвених Наука.

## Посао
Током Парковог времена на Универзитету у Чикагу, његово одељење за социологију је почело да користи град који га је окруживао, као неку врсту лабораторије за истраживање. Његов рад, заједно са радом његових колега из Чикага, као што је Ернест Барџес, Хомер Хојт, Луис Вирт, се развио у принцип Урбана социологија која је постала позната као Чикашка школа.
"Мој допринос социологији, дакле, није био, нешто што сам намеравао, нешто на шта би моја првобитна интересовања указивала, већ то што је требало да направим систематско истраживање социјалног рада у ком сам се пронашао. Проблеми који су ме интересовали су увек били теоретски пре него практични. Највише сам истраживао три поља: колективно понашање, хуману екологију и расне односе.

### Урбана екологија
Парк је створио термин хумана екологија, који је позајмљивао концепте симбиозе, инвазије,сукцесије, доминације, криве раста, суперординације, и субординације из природне екологије. Богардус је проценио да је општепознато да је Парк отац хумане екологије. "Не само да је сковао име већ је и разрадио шаблоне, понудио најранију изложбу еколошких концепата, дефинисао велике еколошке процесе, стимулисао студенте да обрађују поља истраживања у екологији више него већина осталих социолога заједно.
Док је био на Универзитету у Чикагу, Парк је наставио да јача своју теорију хумане екологије и заједно са Ернестом В. Барџесом развио програм урбаног истраживања у одељењу социологије. Такође су развили теорију урбане екологије, која се први пут појавила у његовој књизи Introduction to the Science of Sociology (Увод у социологију 1922). Користећи Чикаго као пример, они су предложили да су градови окружења као она у природи. Парк и Барџес су сугерисали да су градовима владале многе сличне силе Дарвинове еволуције која се догађа у екосистему. Осећали су су да је најзначајнија сила конкуренција такмичења. Конкуренцију су створиле групе које су се бориле за градске ресурсе, као што је земља, која је довела до поделе градског простора на еколошке нише. У оквиру ових ниша људи су делили сличне друштвене карактеристике, јер су били под истим еколошким притиском.
Конкуренција за земљу и ресурсе у градовима је временом довела до дељења градског простора на зоне, где су пожељније зоне наметале виши закуп. Како становници града постају богатији, тако се селе ван центра града. Парк и Барџес су ово назвали сукцесијом, термином који се такође користи у екологији биљака. Предвиђали су да ће се у градовима формирати пет концентричних кругова са областима социјалног и физичког погоршања, концентрованих у центру и успешним областима у предграђу. Овај модел је познат као теорија концентричних зона и први пут је објављена у Град 1925.

### Расни односи
Роберт Е. Парк је провео доста времена проучавајући расне односе са Букером Т. Вашингтоном на Универзитету у Чикагу. Е. Ц. Хјугес је рекао, Парк је допринео више идеја за анализу расних односа и културних идеја, више него било који други модерни социолог.
Парк је блиско радио са Букером Т. Вашингтоном и Таскиги Институтом од 1907-1914. Док је радио под Вашингтоном његово примарно интересовање је био систем који се развио за дефинисање Црно-Белих односа на југу. Парк је рекао да је научио више о људској природи и друштву док је био на југу. Он каже, Ових седам година су за мене биле нека врста продуженог стажирања током ког сам добио клиничко знање о првокласним друштвеним проблемима...[од Вашингтона] сам добио адекватнији појам о томе колико су друштвене институције укорењене у људску историју и људску природу, и колико је тешко ако не и немогуће, направити фундаменталне промене у њима законодавством или било каквом врстом правног лукавства.
Након напуштања Таскиги Института, Парк се придружио Универзитету у Чикагу где је развио теорију асимилације, која се односила на мигранте у САД, позната као циклус расних односа. Циклус има четири ступња: контакт, конфликт, прилагођавање и асимилацију. Први корак је праћен конкуренцијом. Онда после неког времена преовлађују хијерархијски односи- једна од прилагођавања- у којој је била једна раса била доминанта, а друге су доминирале, а на крају се дешава асимилација. Парк је изјавио да је то циклус догађаја који је свуда склон понављању и да такође може да се види у другим друштвеним процесима.

## Дела
- 1903: Маса и јавност. Методолошка и социолошка студија (докторска дисертација)објављена у Берлину: Лак&Грунау, 1904
- 1912: Најудаљенији човек: запис посматрања и студије у Европи са Букером Т. Вашингтоном, . New York. Недостаје или је празан параметар |title= (помоћ). Даблдеј
- 1921: Увод социологију(са Ернестом Барџесом) . Chicago. Недостаје или је празан параметар |title= (помоћ). Универзитет У Чикагу
- 1921: Премештене особине старог света: Рана социологије културе са Хербертом А Милером&Кенетом Томпсоном, . New York: Harper & Brothers. Недостаје или је празан параметар |title= (помоћ)
- The Immigrant Press and Its Control. New York: Harper & Brothers. 1922..
- 1925: Град:Предлози за проучавање људске природе у урбаној средини (са Р. Д. Мекензи)&(Ернест Барџес) . Chicago. Недостаје или је празан параметар |title= (помоћ). Универзитет у Чикагу
- Park, Robert E. (1928). „Human Migration and the Marginal Man”. American Journal of Sociology. 33 (6): 881—893. doi:10.1086/214592.
- 1932: Универзитет и заједница раса Хаваји: Универзитет у Хавајима
- 1932: Поклоници руске-градске заједнице духовних хришћана у Америци, Паулине В. млађе докторске дисертавије са уводом Роберта Е. Парка, . Chicago. Недостаје или је празан параметар |title= (помоћ). Универзитет у Чикагу
- 1937: Културни конфликт и границе човека у Еверет В Стониквист, Границе човека Парково увођење, . New York: Charles Scribner's Sons. Недостаје или је празан параметар |title= (помоћ)
- 1939: Расни односи и расни проблем; дефиниција и анализа (са Едгар Тристрам Томпсоном) Дурхам, НЦ:Дуке Универзитет
- 1939: Кратак преглед социолошких принципа са Самуел Смитом, . New York. Недостаје или је празан параметар |title= (помоћ). Барнес%Нобле, Инц
- 1940: Социолошке сутдије са Ц В М Хартом и Талкот Парсонсом, у Торонту: Универзитет у Торонту
- 1950: Park, Robert Ezra (1964). Race and Culture. Free Press. ISBN 978-0-02-923780-9.
- 1952: Људске заједнице: град и хумана екологија, Гленкоу III: Бесплатна штампа
- 1955: Друштва, Гленкоу III: Бесплатна штампа
- : О друштвеној контроли и колективном понашању, Чикаго, Универзитет у Чикагу. . 1967. ISBN 978-1-135-54381-5. Недостаје или је празан параметар |title= (помоћ)
- 1969: Људске миграције и границе човека у Класична студија о култури у градовима. Ед. Ричард Сенет. . New York. стр. 131—142. Недостаје или је празан параметар |title= (помоћ). Аплетон-Столеће-Крофтс (1969)
- 1972: Гужва и јавност и друге студије, Друштвено наслеђе
- 1974: Park, Robert Ezra (1974). The Collected Papers of Robert Ezra Park. Arno Press. ISBN 978-0-405-05517-1.